# The Von Bondies
The Von Bondies waren eine US-amerikanische Rockband aus Detroit, die um die Jahrtausendwende gegründet wurde und zunächst unter dem Namen Babykillers spielte.

## Geschichte
Das Debütalbum der Band wurde von Jack White von der oft als Vergleich herangezogenen Band The White Stripes produziert. Aufmerksamkeit erhielt die Gruppe insbesondere durch eine Auseinandersetzung zwischen White und Sänger Jason Stollsteimer: Dieser hatte die Produktion Whites kritisiert, jener schlug ihn daraufhin krankenhausreif.
2003 veröffentlichten sie ein Werk namens Raw and Rare, das aus Aufnahmen aus der Sendung von John Peel besteht. Ein Jahr später folgte das von Jerry Harrison von den Talking Heads produzierte Pawn Shoppe Heart, das auf Sire Records erschien und den Hit C'mon C'mon (UK #21) enthielt, der auch als Titelsong im Vorspann der US-amerikanischen Fernsehserie Rescue Me verwendet wird.
Außerdem hatte die Band einen Gastauftritt in dem vieldiskutierten Film 9 Songs von Michael Winterbottom.
Am 12. Juli 2011 gab Sänger Jason Stollsteimer in einem Interview bekannt, dass sich die Band aufgelöst hat. Zwischenzeitlich wurde auch die offizielle Internetpräsenz der Band vom Netz genommen.
Der Musikstil wird meist als Garagenrock bezeichnet.

## Diskografie

### Alben
- 2001: Lack of Communication
- 2003: Raw and Rare
- 2004: Pawn Shoppe Heart
- 2009: Love, Hate And Then There's You

### Singles
- 2002: It Came From Japan
- 2004: C'mon C'mon
- 2008: We Are Kamikazes (Pale Bride)